# Lecithocera comparata
Lecithocera comparata is een vlinder uit de familie van de Lecithoceridae. De wetenschappelijke naam van de soort werd voor het eerst geldig gepubliceerd in 1978 door Gozmany als Quassitagma comparata